# Restrepo (Vegadeo)
Restrepo ist ein Weiler in der Gemeinde Vegadeo der autonomen Region Asturien in Spanien.

## Geographie
Restrepo liegt am Oberlauf des Rio Suaron, einem Nebenfluss des Rio Eo und hat 22 Einwohner (2020). Die nächste größere Ortschaft ist Vegadeo, der 14,1 km entfernte Hauptort der gleichnamigen Gemeinde. Das Dorf gehört zu dem Parroquia Paramios.

## Verkehrsanbindung
Restrepo ist über die AS-11 auf der Landstraße erreichbar.

Anbindungen über ein Flugzeug bestehen über die beiden Flughäfen: Rozas 25 km,  Oviedo 117 km.

## Klima
Angenehm milde Sommer mit ebenfalls milden, selten strengen Wintern. In den Hochlagen können die Winter durchaus streng werden.

## Sehenswertes
- Reserva Natural Parcial de la Ría del Eo (Naturpark)